# Туризм в Люксембурге

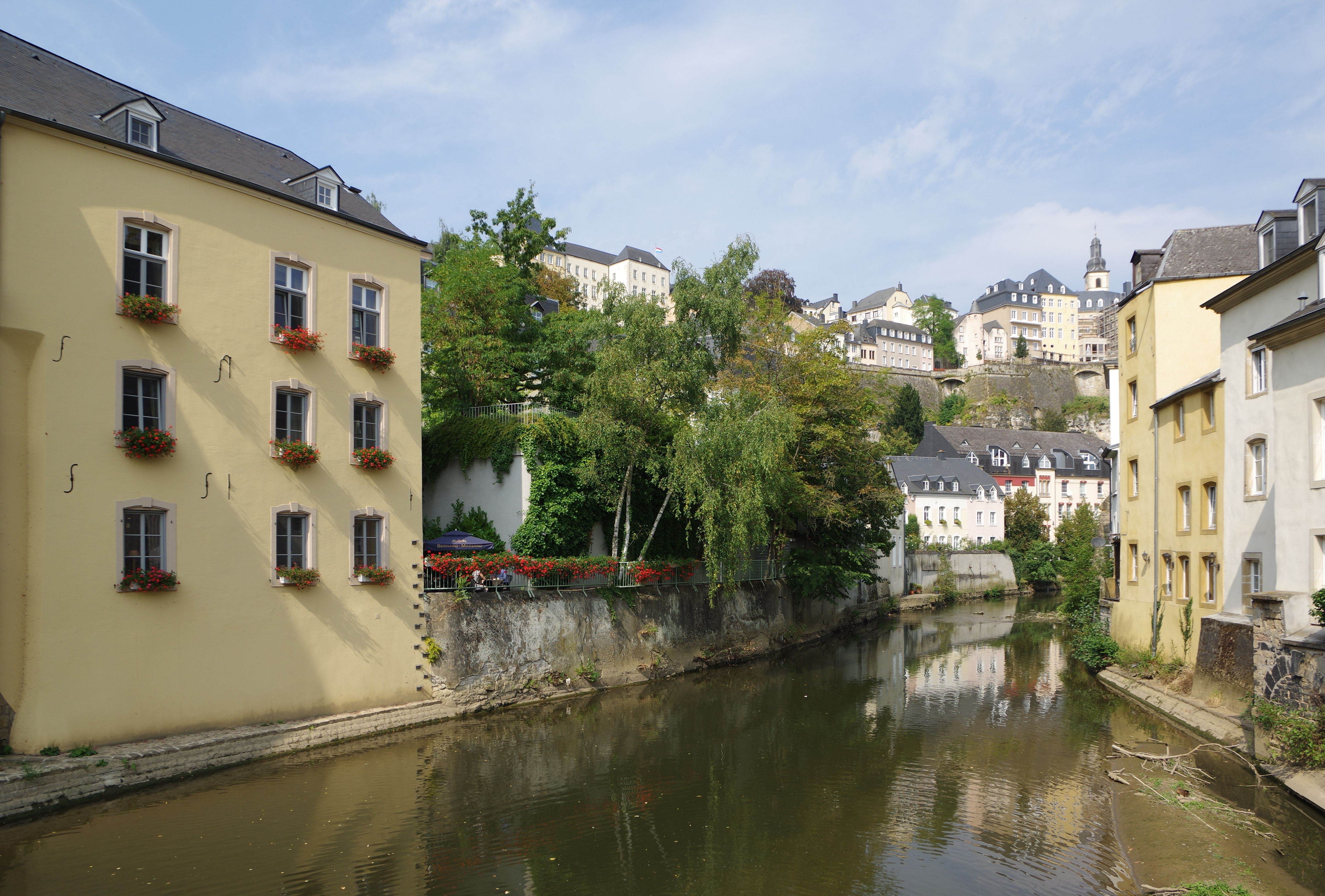
Город Люксембург

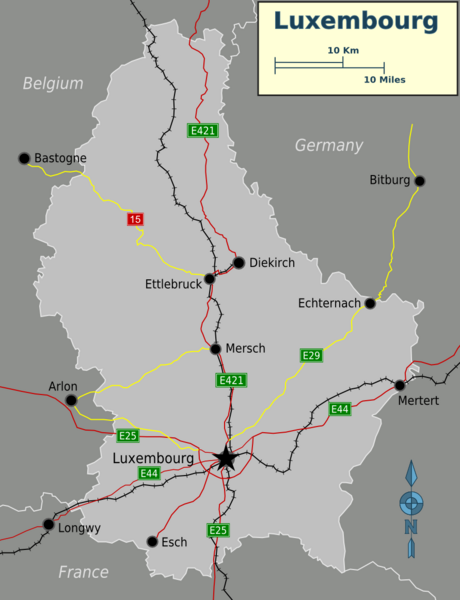
Главные автомобильные и железные дороги Люксембурга

Туризм в Люксембурге является важной отраслью национальной экономики, его доля в ВВП составляла 8,3 % в 2009 году, в сфере туризма занято около 25 тысяч человек, или 11,7 % от трудоспособного населения страны. Несмотря на экономический кризис 2008—2012 годов, Великое Герцогство Люксембург принимало ежегодно более 900 тысяч туристов, которые в среднем проводили в стране по 2,5 ночи. Туризм в Люксембурге носит в основном деловой характер (в целом по стране — 44 %, 60 % в столице, что на 11 % и 25 % больше, чем в 2009 и 2010 гг. соответственно). Согласно опубликованному на Всемирном экономическом форуме в марте 2011 года отчёту Конкурентоспособность путешествий и туризма, Люксембург по привлекательности для туристов находился на 15 месте в мире, по сравнению с 23-м местом в 2009 году.
Основные направления для посещений туристов в стране — город Люксембург, средневековый замок в Виандене, Эхтернах с его аббатством и винодельческие районы Мозельской долины. Область Мюллерталь на востоке страны, получившая название «Люксембургской Швейцарии», и горный район Эслинг в Арденнах на севере привлекают любителей активного отдыха.
Люксембург имеет хорошее автомобильное, железнодорожное и воздушное сообщение с остальной Европой, что делает его всё более популярным местом для международных встреч, а также для проведения выходных. Более половины туристов приезжают Люксембург из соседних стран — Нидерландов, Бельгии и Германии, значительное число также приезжает из Франции, Великобритании и США.

## Великое герцогство
Люксембург — единственное оставшееся в мире великое герцогство, форма государственного устройства — конституционная монархия. Страна расположена в центре Европы, граничит с Бельгией, Францией и Германией, занимает площадь 2586 квадратных километров, население составляет более полумиллиона человек. Люксембург имеет высокоразвитую экономику, по оценкам МВФ, в 2013 году страна заняла 1 место в мире по ВВП на душу населения. Город Люксембург, столица и крупнейший город, является местом пребывания некоторых учреждений Европейского Союза, а также важным международным финансовым центром.
Культура Люксембурга представляет собой смесь культур романской и германской Европы. Официальными языками в стране являются немецкий, французский и люксембургский, причём последний получил статус официального лишь в 1984 году; большинство населения также владеет английским.

### Транспорт
Дорожная сеть Люксембурга была модернизирована в последние годы, сооружены автомагистрали, соединяющие страну с Бельгией, Францией и Германией. Сеть скоростных электропоездов TGV соединила Люксембург с Парижем, для чего был реконструирован городской железнодорожный вокзал в Люксембурге. Теперь из Люксембурга в Париж можно добраться за два часа по железной дороге и примерно за 3,5 часа — по автодороге, до Брюсселя — около двух часов по автодороге, немного дольше — по железной дороге.
Люксембург имеет воздушное сообщение со многими городами Европы, включая Амстердам, Берлин, Копенгаген, Франкфурт, Женеву, Лондон, Мадрид, Париж и Рим. Новый пассажирский терминал в аэропорту Люксембурга в 2010 году принял более 1,6 млн пассажиров, рост на 5,1 % по сравнению с предыдущим годом.

### Проживание
В 2009 году в Люксембурге было 261 отелей и хостелов, способных вместить 14 709 гостей, в том числе в городе Люксембург — 8057 человек (55 % от общего числа), и в районе Арденн — 2757 человек (18 %). Общее количество ночей, проведенных в этом году туристами в отелях и хостелах, составило 1,26 млн, что на 8 % больше, чем в 2007 году. Количество ночей, проведенных в кемпингах, составило 739 208 (падение на 8,4 %).

### Национальные праздники
В Люксембурге отмечается ряд национальных праздников, многие из которых имеют многовековые традиции. Наиболее популярными являются:
- Buergbrennen[англ.] — отмечается в воскресенье после Масленицы, по всей стране зажигают огромные костры, означающие окончание зимы;
- Emaischen[англ.] — отмечается каждый пасхальный понедельник в селе Носпельт (коммуна Келен) и на улице Фишмаркет[англ.] в городе Люксембурге, на праздновании участники обмениваются маленькими глиняными свистками (peckvillercher);
- Октав[англ.] — один из главных религиозных праздников в Люксембурге, начинает отмечаться в третье воскресенье после Пасхи и продолжается в течение 2 недель;
- Танцующая процессия Эхтернаха — проходит в Эхтернахе в День воды в память о Святом Виллиброрде, сотни людей, связанных белыми платками, танцуют по городу;
- Национальный праздник Люксембурга отмечается по всей стране 23 июня в честь великого герцога, праздник начинается вечером 22-го с фейерверком в центре города Люксембург:
- Buergbrennen[англ.]Schueberfouer: обширная интересная ярмарка со всеми традиционными аттракционами, идёт вверх в Limpertsberg на Glacis около 23 августа и продолжается ещё примерно три недели.
- Праздники вина: как правило, проводятся в октябре в винодельческих районах, расположенных вдоль реки Мозель, как праздники сбора винограда;
- Праздник святого Николааса — «святой Николаас» со своим слугой в чёрном, прибывает в каждую деревню в сопровождении духового оркестра и, по согласованию с родителями, раздаёт детям подарки.

### Национальная кухня
Национальная кухня Люксембурга сочетает в себе качество французских блюд с количеством немецких и бельгийских порций. Имеются фирменные национальные блюда, такие как Bouneschlupp — суп с фасолью, Judd mat Gaardebounen — свиная шейка с бобами, и Fritür — небольшая жареная рыба из реки Мозель. Сухие белые вина из долины Мозель включают рислинг, Пино-гри, Пино-блан и Оксеруа, а также Мюллер-Тургау и Эльблинг. Также популярным является Crémant de Luxembourg — игристое вино, произведенное в соответствии с традиционными методами изготовления французского шампанского.

## Город Люксембург
Город Люксембург является важным европейским финансовым центром, а также местом нахождения единственного в Люксембурге объекта Всемирного наследия ЮНЕСКО — укреплений Бок.
В сентябре 2011 года Управление по туризму города Люксембург сообщило, что после нескольких лет спада, город в период с января по август 2011 года принял 403085 туристов — в 6,38 больше, чем в 2010 году. Самой популярной достопримечательностью города были Укрепления Бок, которые посетили в общей сложности 87 083 туристов.

### Старый город
В Старом городе Люксембурга расположены Укрепления Бок, Дворец великих герцогов, собор Люксембургской Богоматери, построенный в неоготическом стиле, площадь Гийома II с мэрией, Оружейная площадь с многочисленными уличными кафе и ресторанами, мемориал Золотая дама, увенчанный обелиском в память о погибших в годы Первой мировой войны, и мост Адольфа, возвышающийся над долиной.
В Старом городе находятся также музей истории города Люксембурга, экспозиция которого прослеживает историю города от основания (в нижних этажах) до настоящего времени (в верхнем этаже), и Национальный музей истории и искусства, где представлены артефакты кельтского и римского происхождения, в том числе хорошо сохранившаяся мозаика, изображающая римских муз.

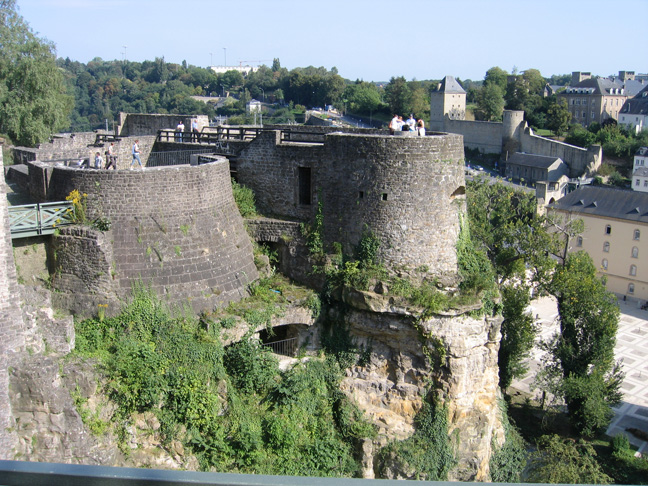
Укрепления Бок — объект Всемирного наследия
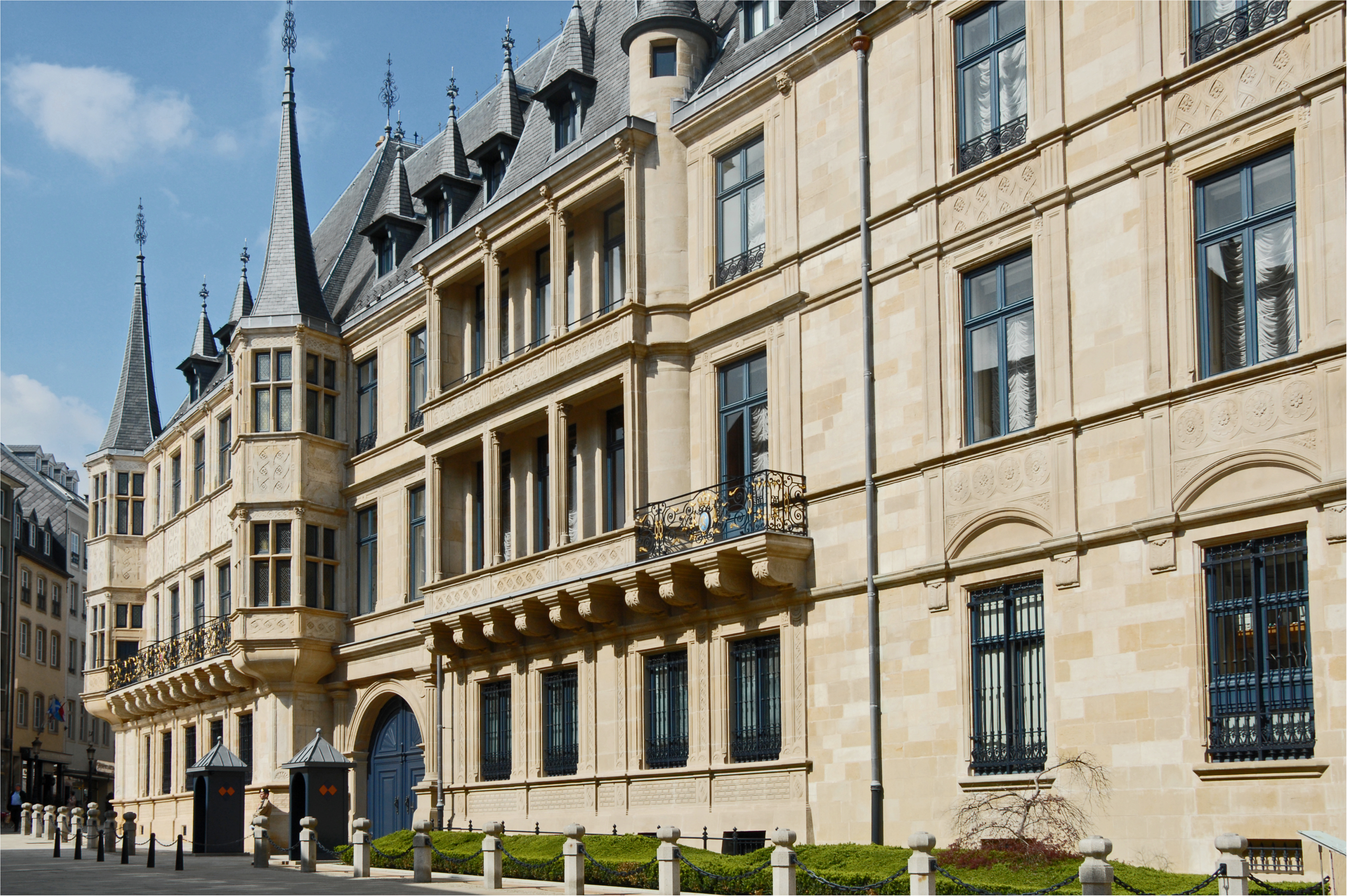
Дворец Великих герцогов
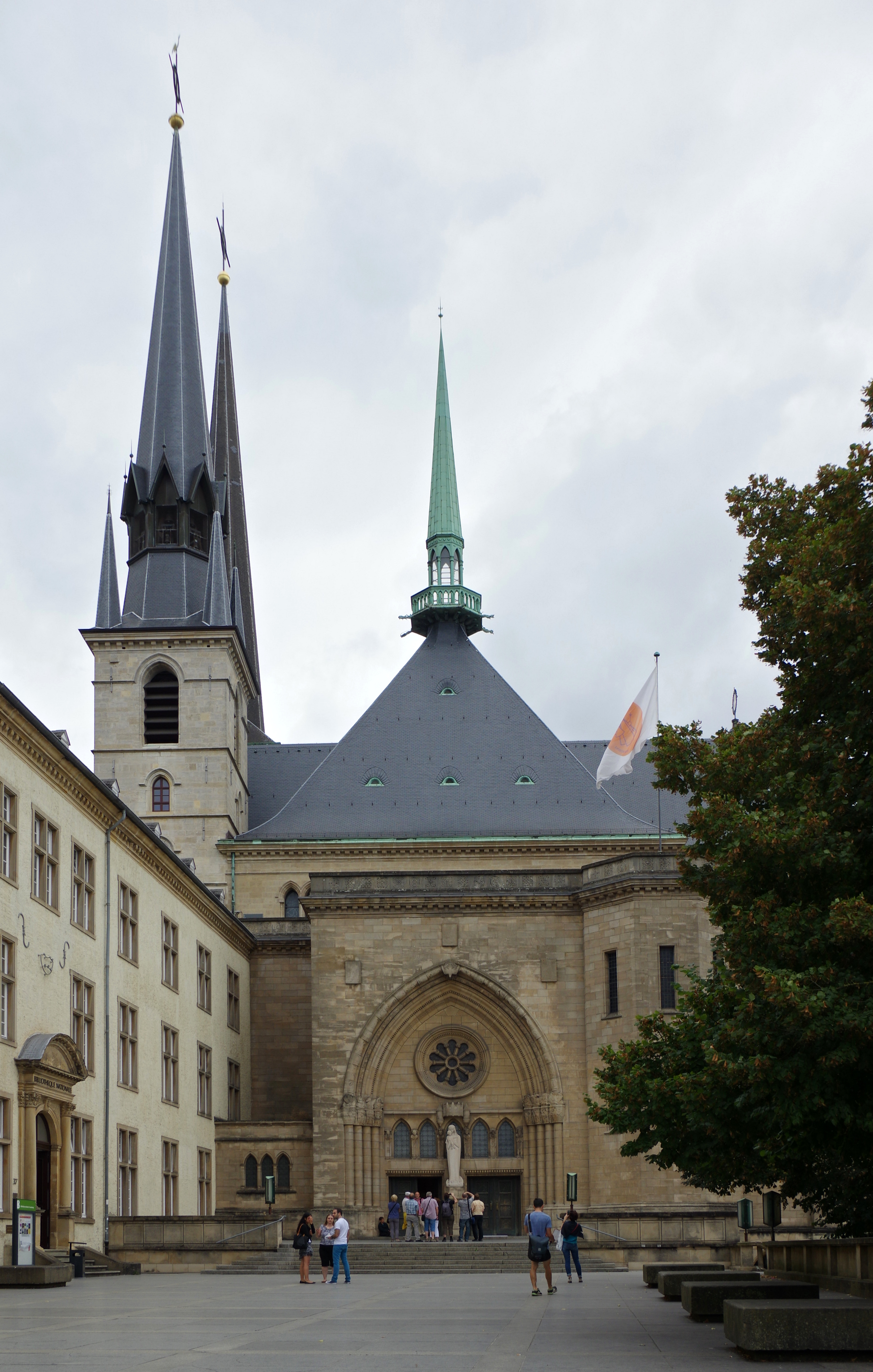
Собор Люксембургской Богоматери
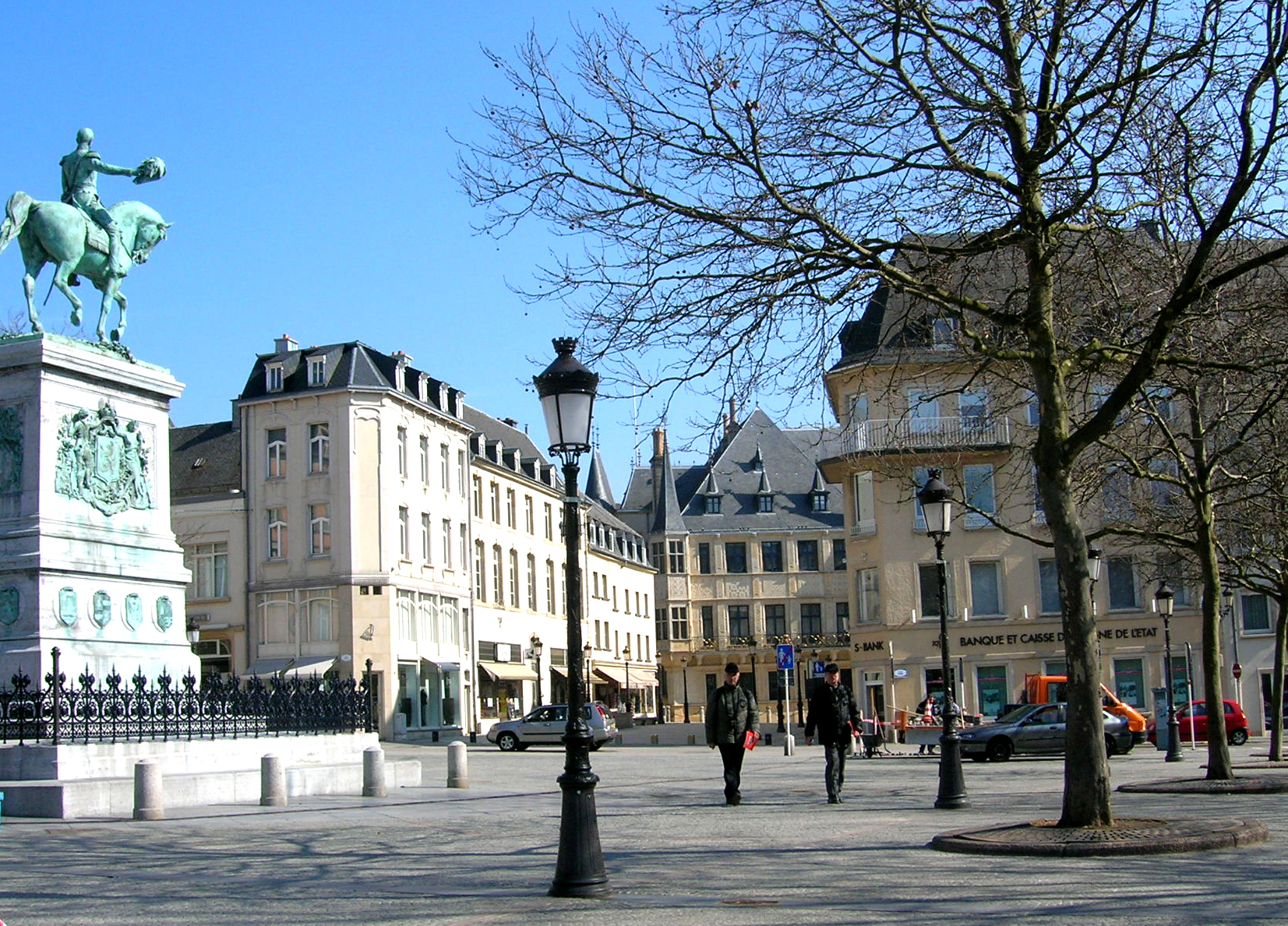
Площадь Гийома II

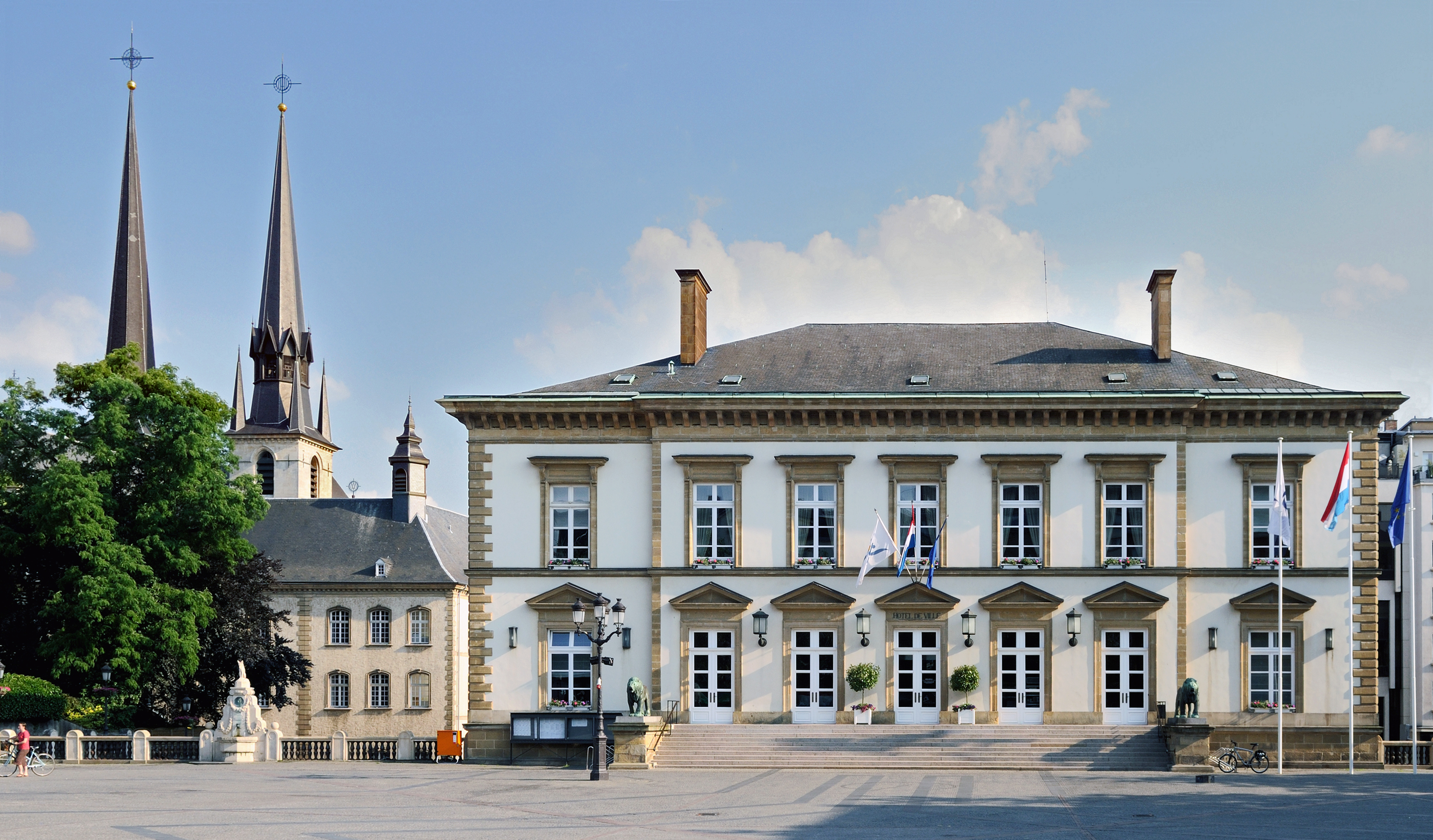
Мэрия
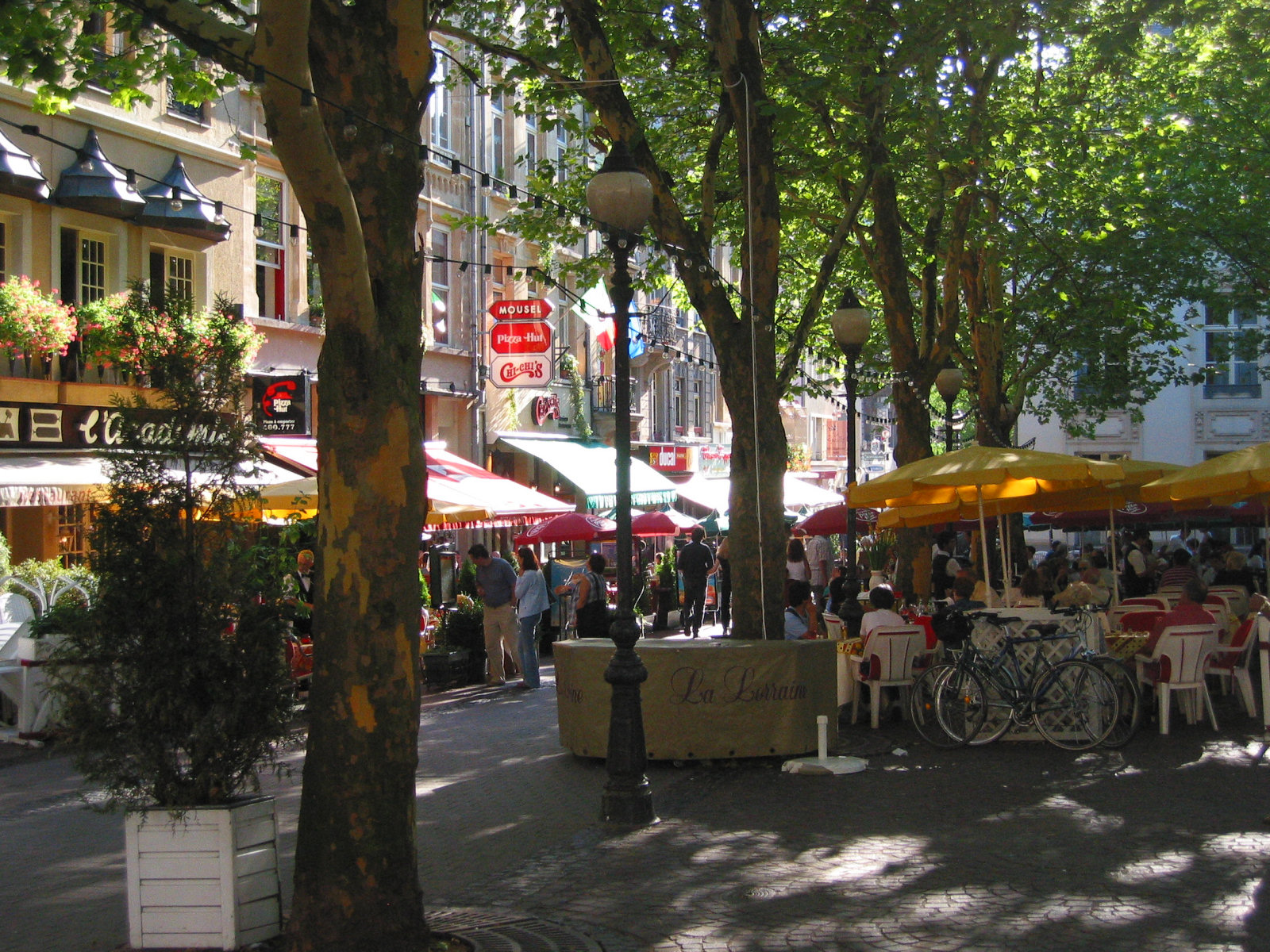
Оружейная площадь
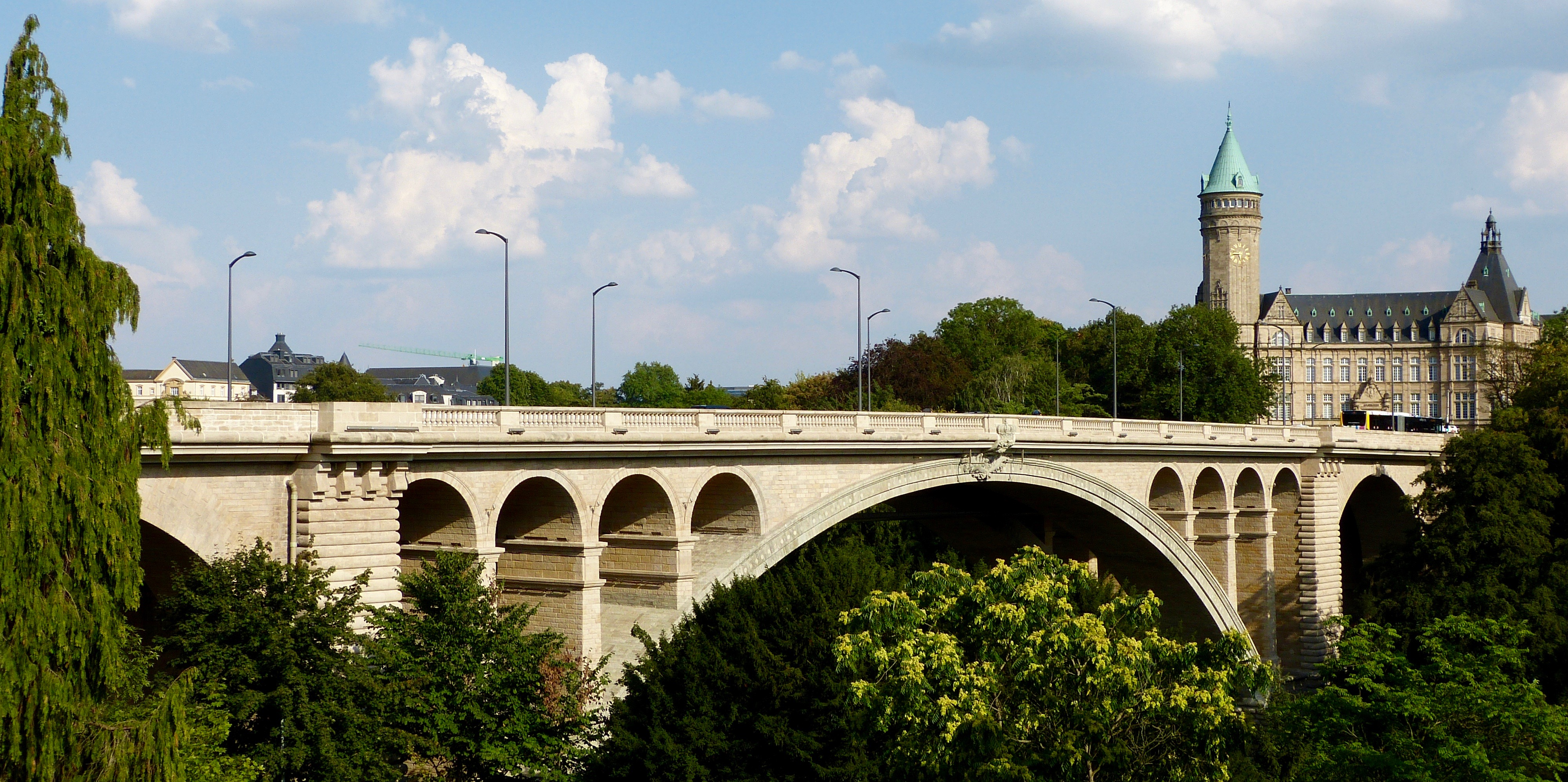
Мост Адольфа

### Грунд
В квартале Грунд расположены аббатство Ноймюнстер и Музей естественной истории. В своё время это был один из кварталов городской бедноты, в настоящее время он становится популярным для туристов благодаря своим изысканными ресторанам на средневековых улочках и активной ночной жизни.

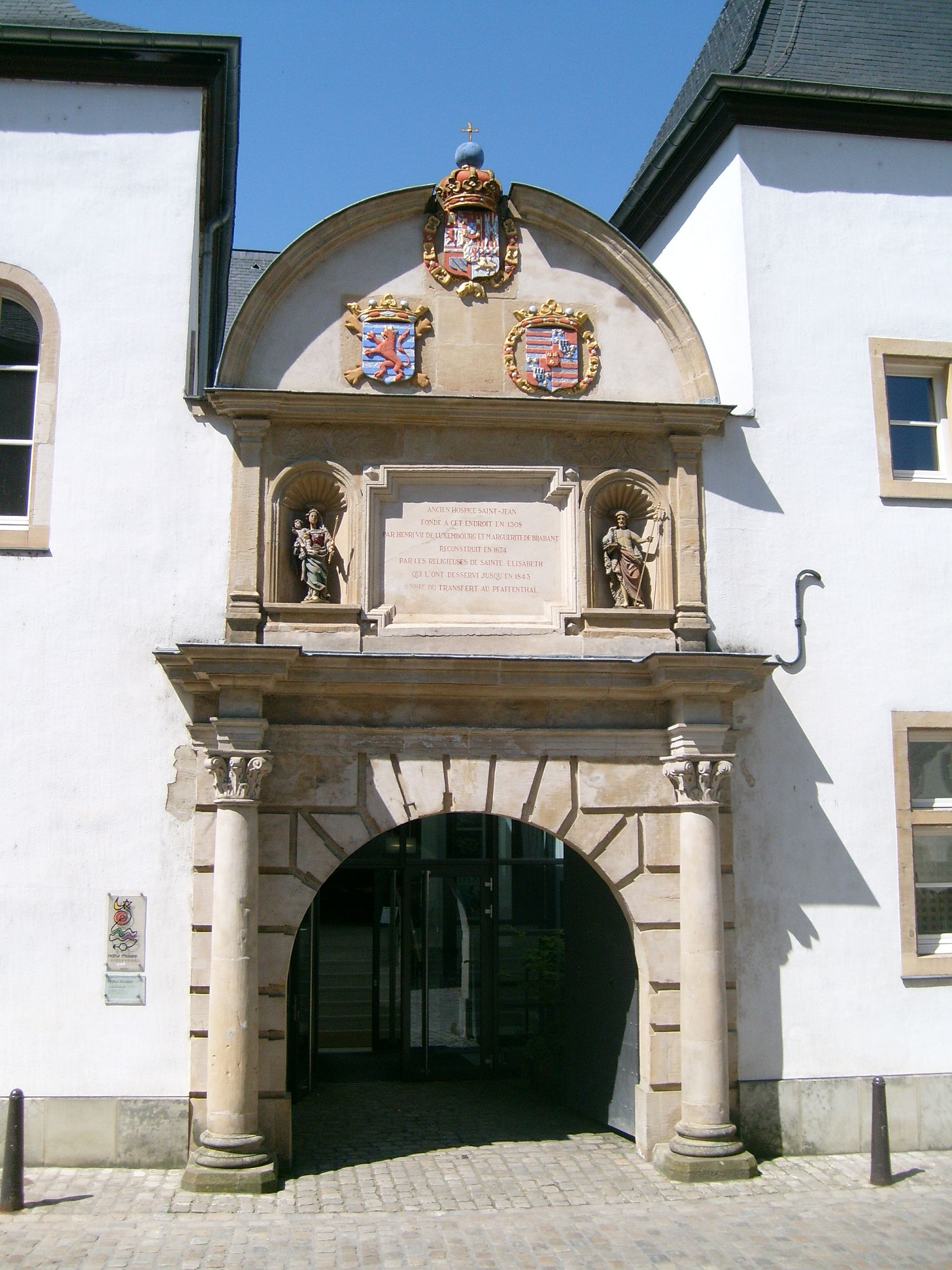
Музей естественной истории
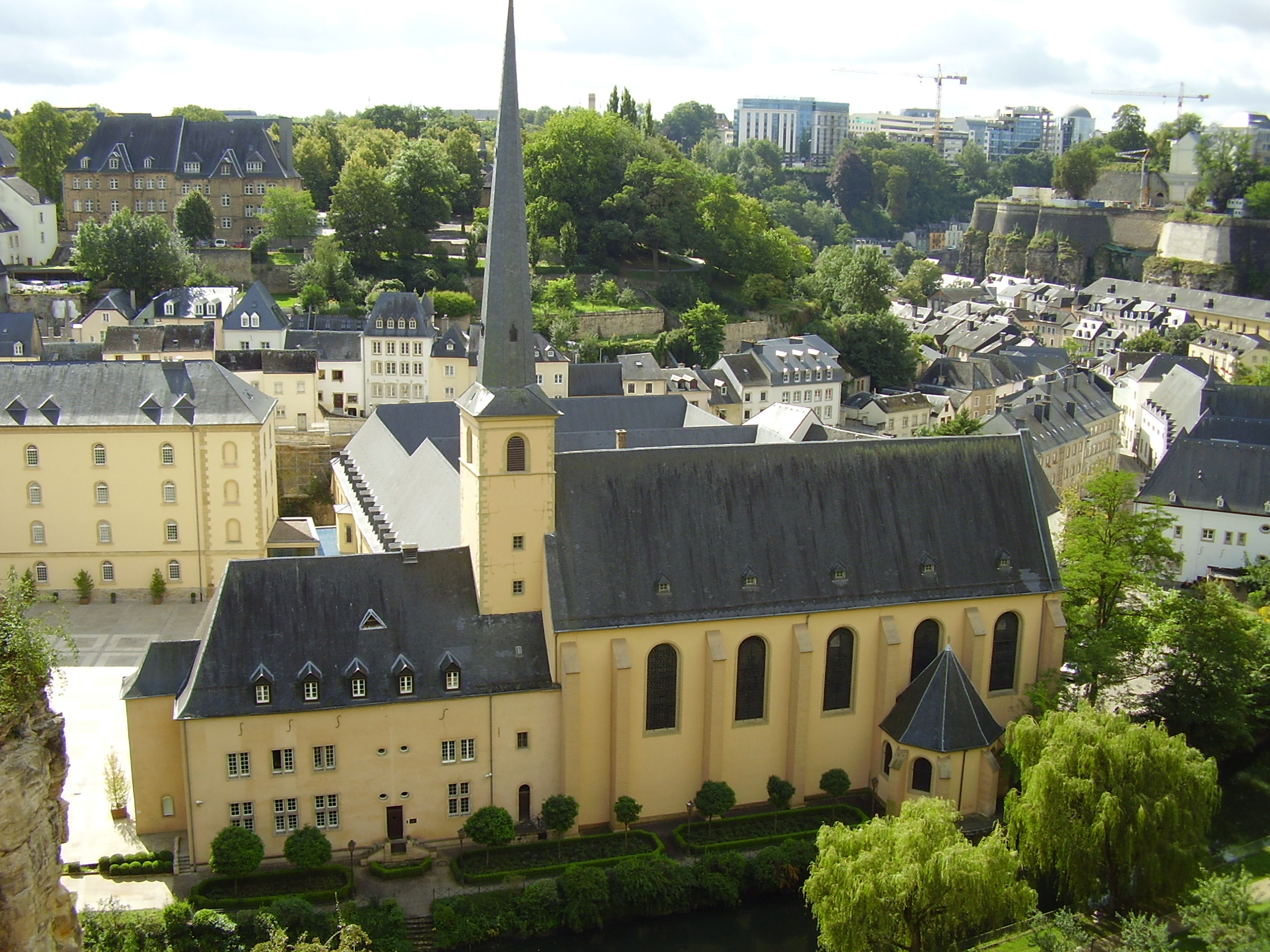
Аббатство Ноймюнстер
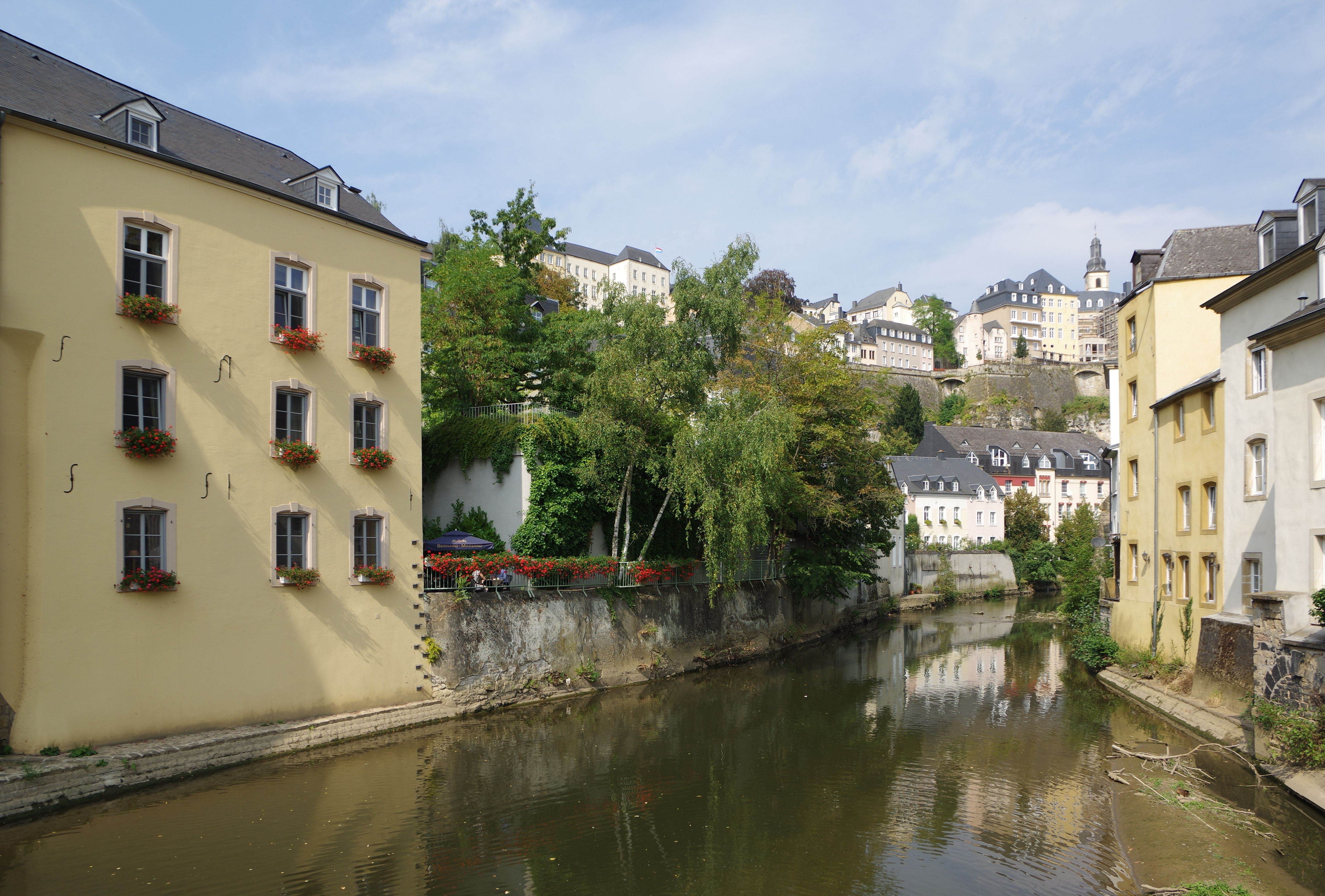
Река Альзетт
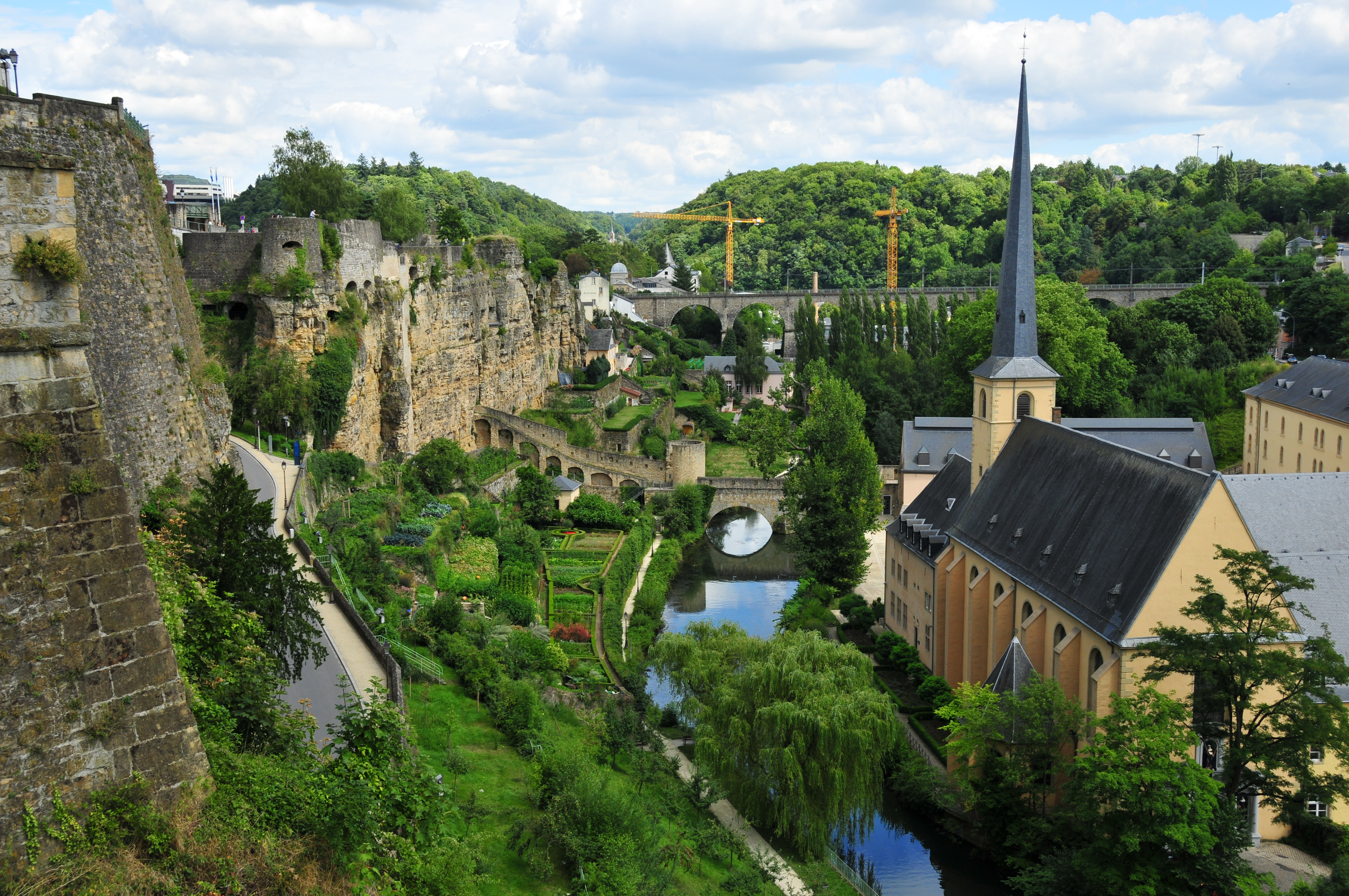
Вид на Грунд

### Кирхберг
Плато Кирхберг, которое расположено между городом и аэропортом, в 1970-х годах начало застраиваться зданиями для учреждений Евросоюза и других организаций, включая банки и бизнес-центры. Также на плато сооружён ряд культурных объектов, такие как Музей современного искусства и концертный зал Люксембургской филармонии, а также спортивные и развлекательные заведения.

Кирхберг, площадь Европы
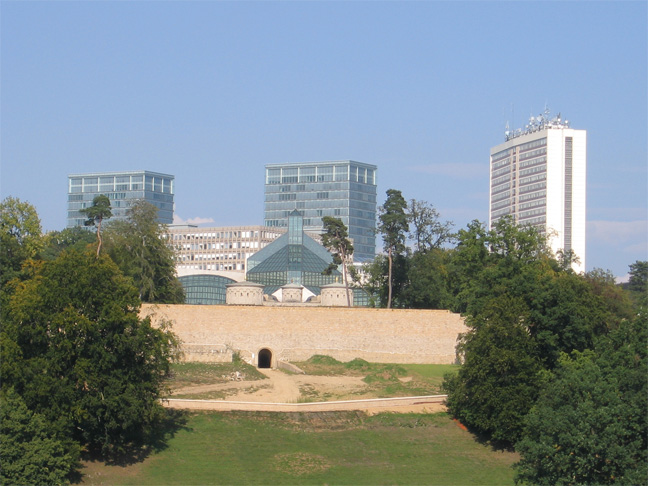
Музей современного искусства

## Вианден
Вианден — небольшой город в живописном месте на берегу реки Оур, недалеко от границы с Германией на северо-востоке Люксембурга. Привлекает туристов прежде всего знаменитым средневековым замком, расположенным высоко над рекой, и средневековой атмосферой, которая пронизывает город.
Вианденский замок был построен в период XI—XIV веками и стал резиденцией графов Вианден, представителей Оранской династии. Замок процветал до XVIII века, но с уходом от власти графов Люксембурга, а также после пожара и землетрясения, обветшал. В 1820 году Виллем I, король Голландии и первый великий герцог Люксембургский, продал замок местному торговцу, который, в свою очередь продал его содержимое и кирпичную кладку по частям, превратив замок в руины. Замок был в этом состоянии до 1977 года, когда великий герцог Жан уступил замок государству, что дало возможность провести масштабную реставрацию.
В Виандене находится кресельный подъёмник, на котором можно подняться к ресторану, расположенному выше замка, откуда открывается обширный вид на город и его окрестности. Также в городе имеется музей Виктора Гюго, расположенный в доме около моста через реку Оур, в котором останавливался писатель. В экспозиции музея представлен ряд оригинальных писем и рисунков Гюго.

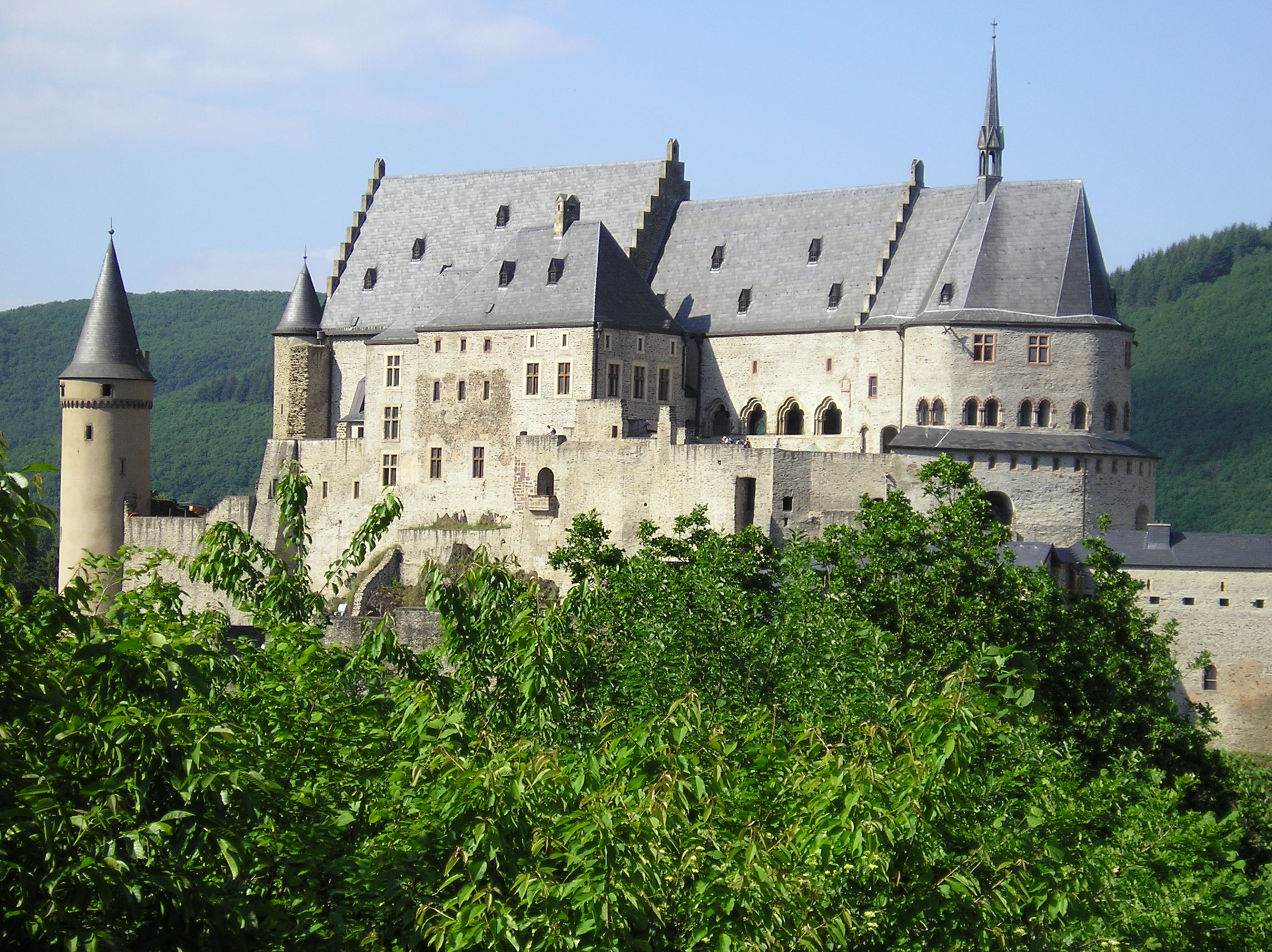
Замок Виандена
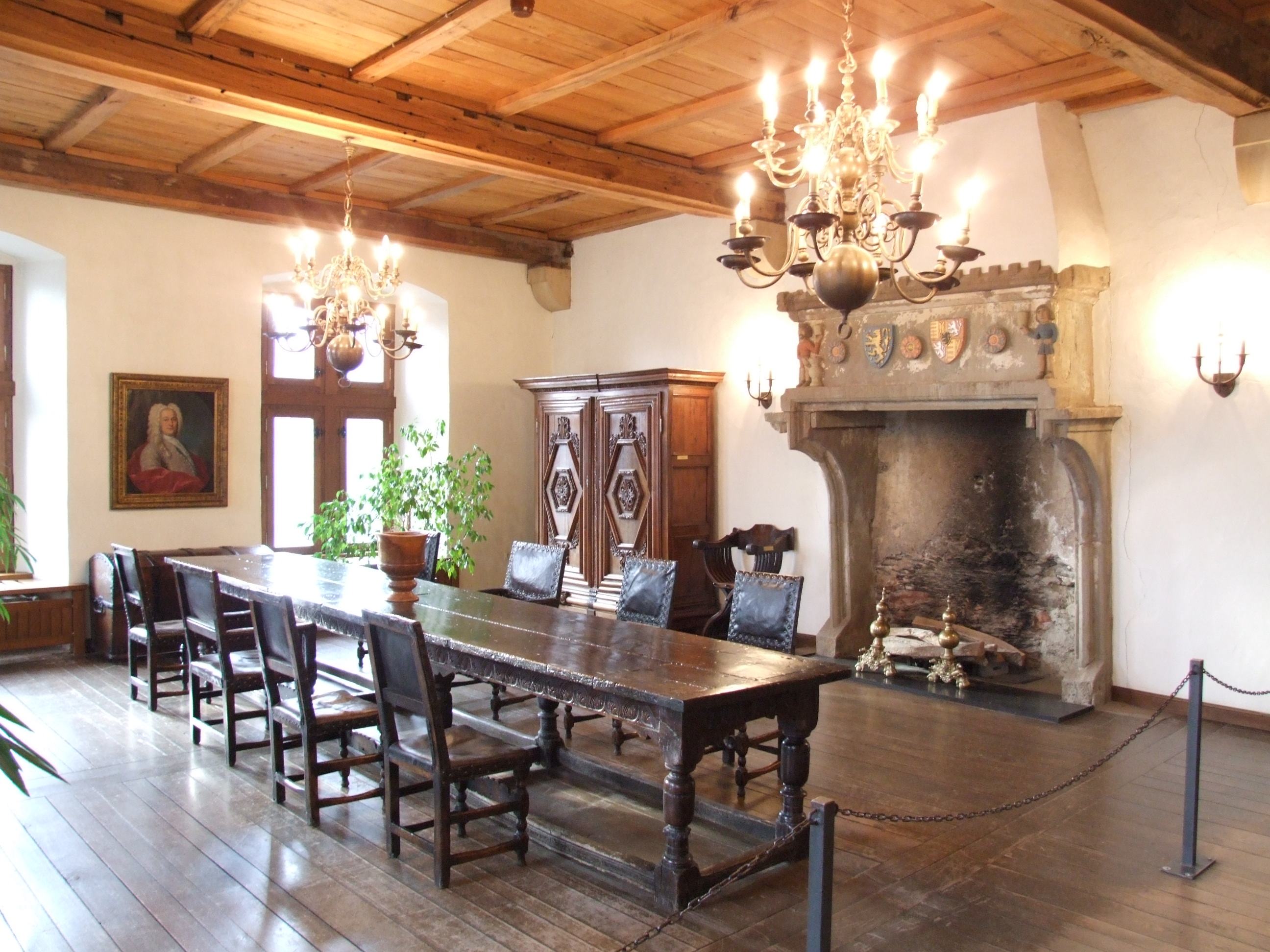
Внутри замка

## Эхтернах
Городок Эхтернах на границе с Германией, с населением около 4 тысяч человек, является самым старым городом в Люксембурге. Он был основан в 698 году английским монахом святым Виллибрордом, который был настоятелем монастыря до своей смерти в 739 году. В честь святого Виллиброрда в городе учреждён праздник — День воды, который отмечается уже более 500 лет, привлекая многочисленных паломников. Склеп Виллиброрда расположен в базилике с симметричными башнями. Эхтернах вырос вокруг стен аббатства и получил статус города в 1236 году, а аббатство было перестроено к 1737 году в стиле барокко. В Эхтернахе в 1975 году были открыты развалины большой римской виллы, которые открыты для посетителей.
Эхтернах — идеальная отправная точка для посещения Люксембургской Швейцарии или для велосипедных поездок вдоль реки Зауэр. Ежегодно в мае-июне в городе проходит Международный музыкальный фестиваль. В Эхтернахе также имеется Музей древней истории.

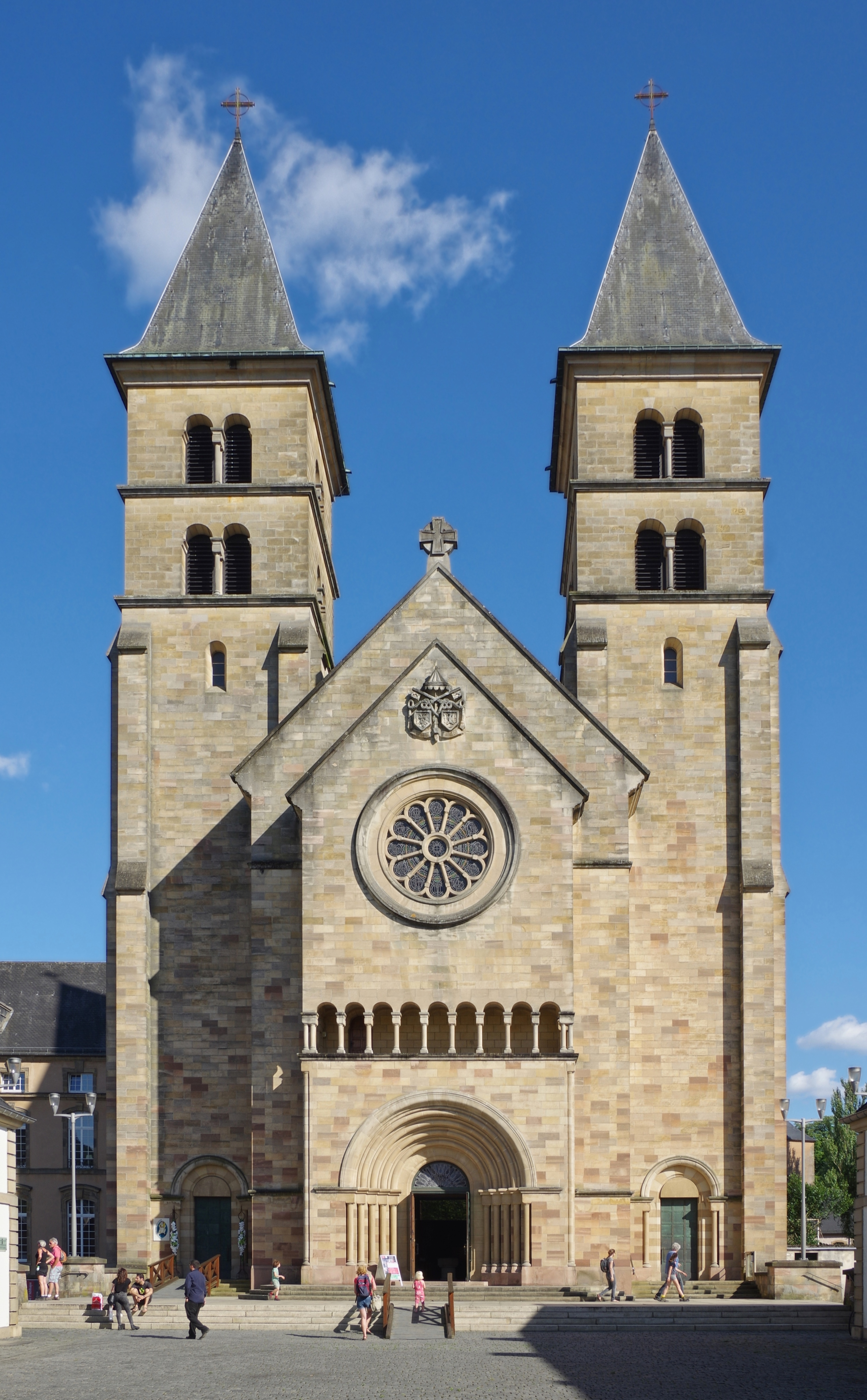
Базилика с могилой Виллиброрда
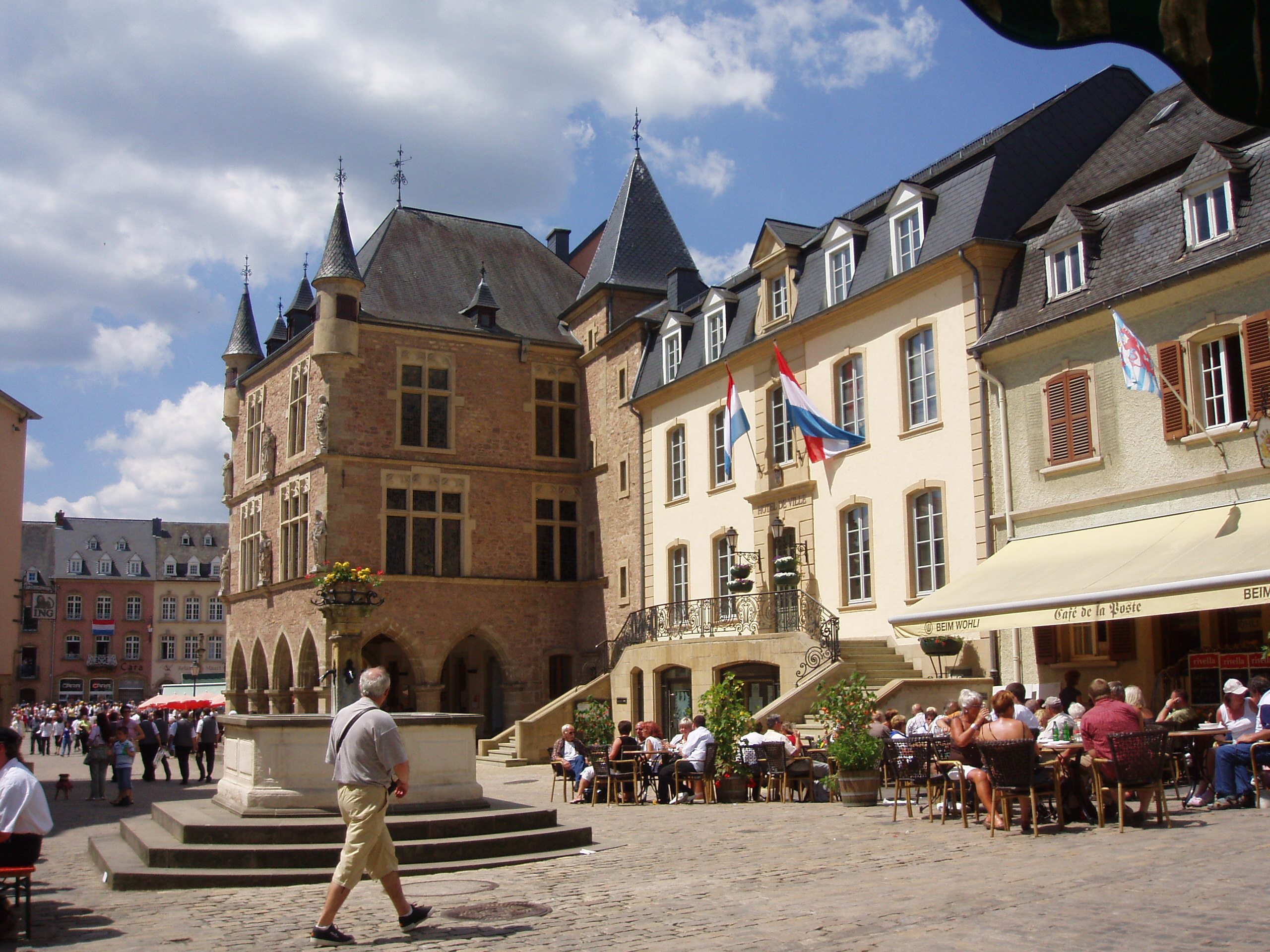
Центр города
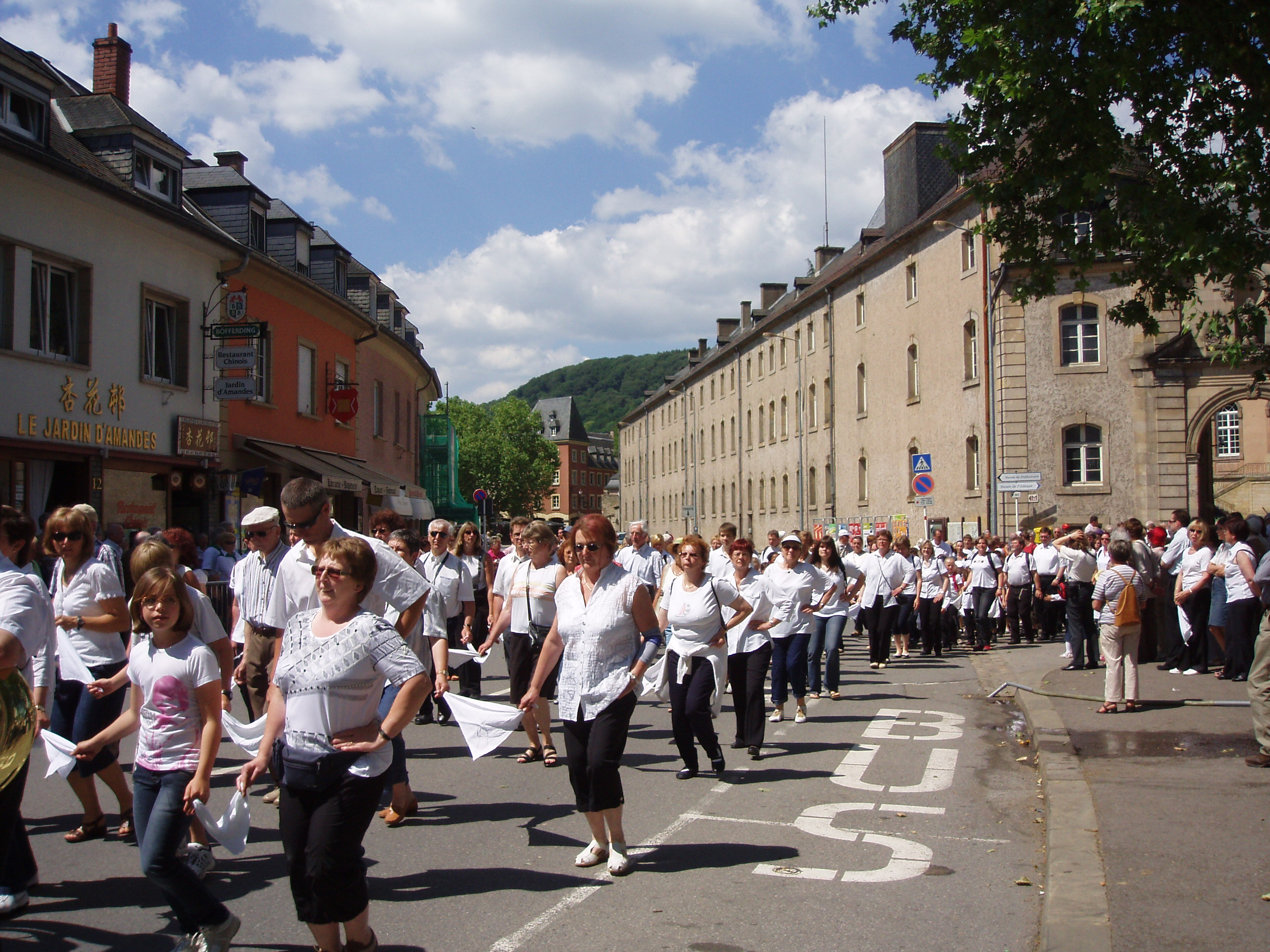
Танцующая процессия в День воды
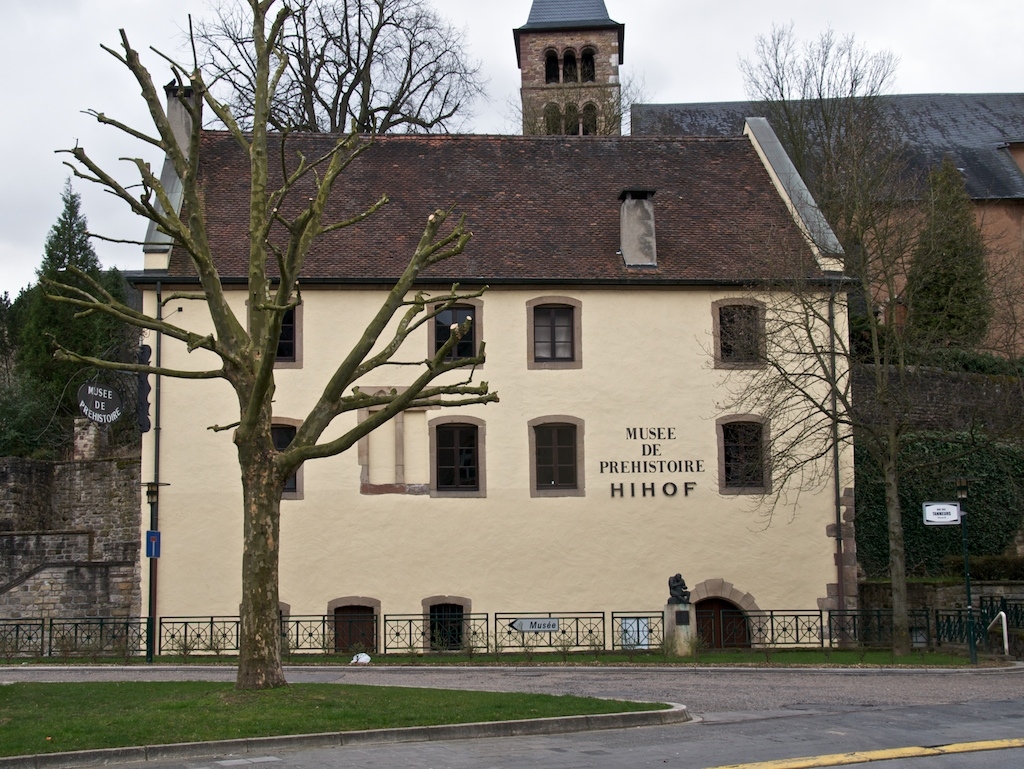
Музей древней истории

## Долина реки Мозель
Мозельская долина проходит по территории Люксембурга на протяжении 42 км — от Шенгена на юге до Вассербиллига на севере, в долине реки расположены многочисленные виноградники. Это — сердце винодельческой промышленности Люксембурга. Река Мозель вступает на территорию Люксембурга близ города Шенген, давшего название Шенгенскому соглашению, затем протекает мимо Ремершена, Швебзанге, Бех-Клейнмахера, Велленштейна и Ремиха. После Штадтбредимюса и Грейвельданге, Мозель проходит живописную деревню Энен с Музеем вина, далее — деревни Ан и Махтум, где расположены некоторые из лучших ресторанов Люксембурга. Затем Мозель вступает на территорию Гревенмахер, где в неё впадает Зауэр возле оживлённого пограничного городка Вассербиллиг.

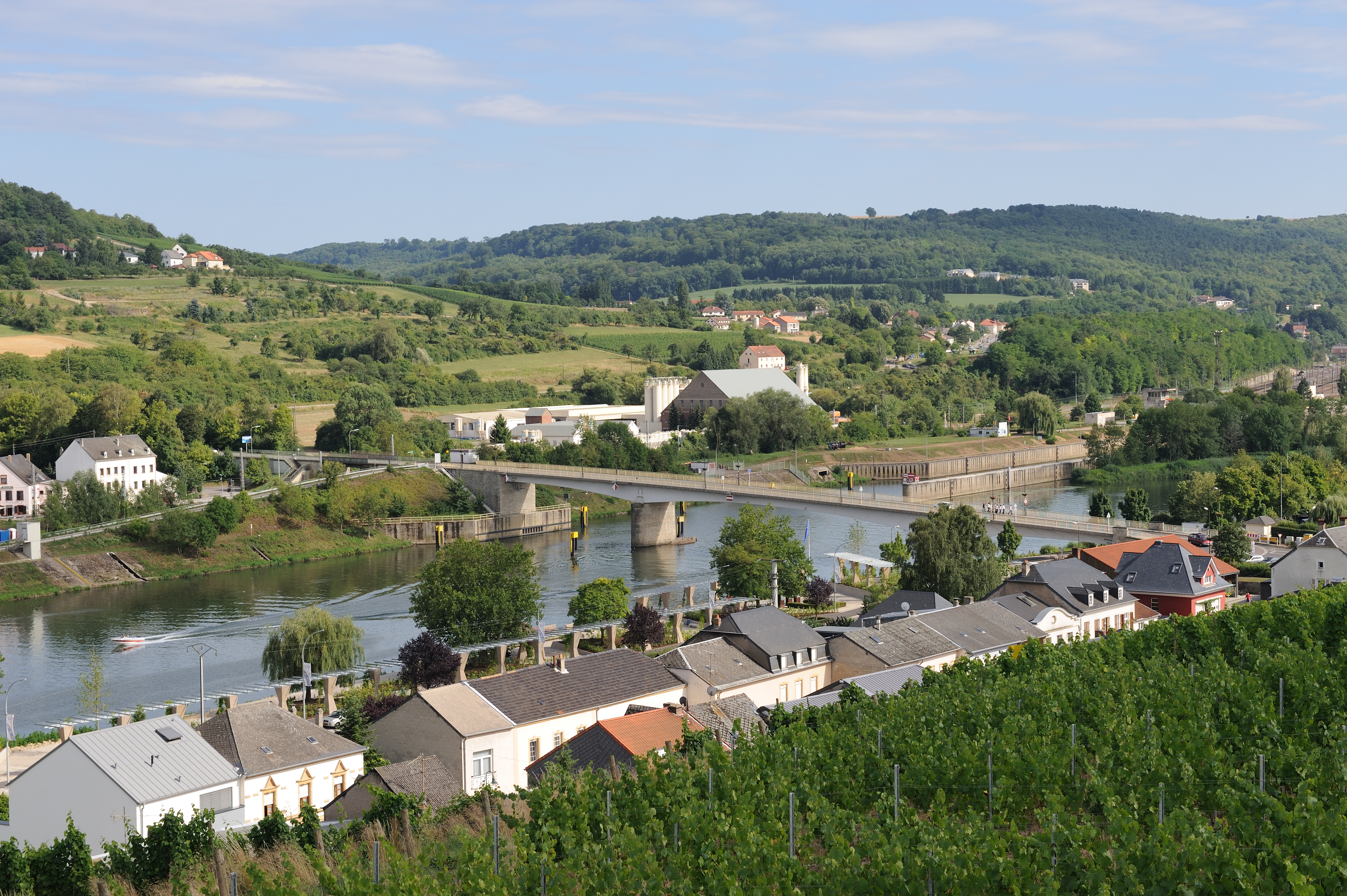
Шенген
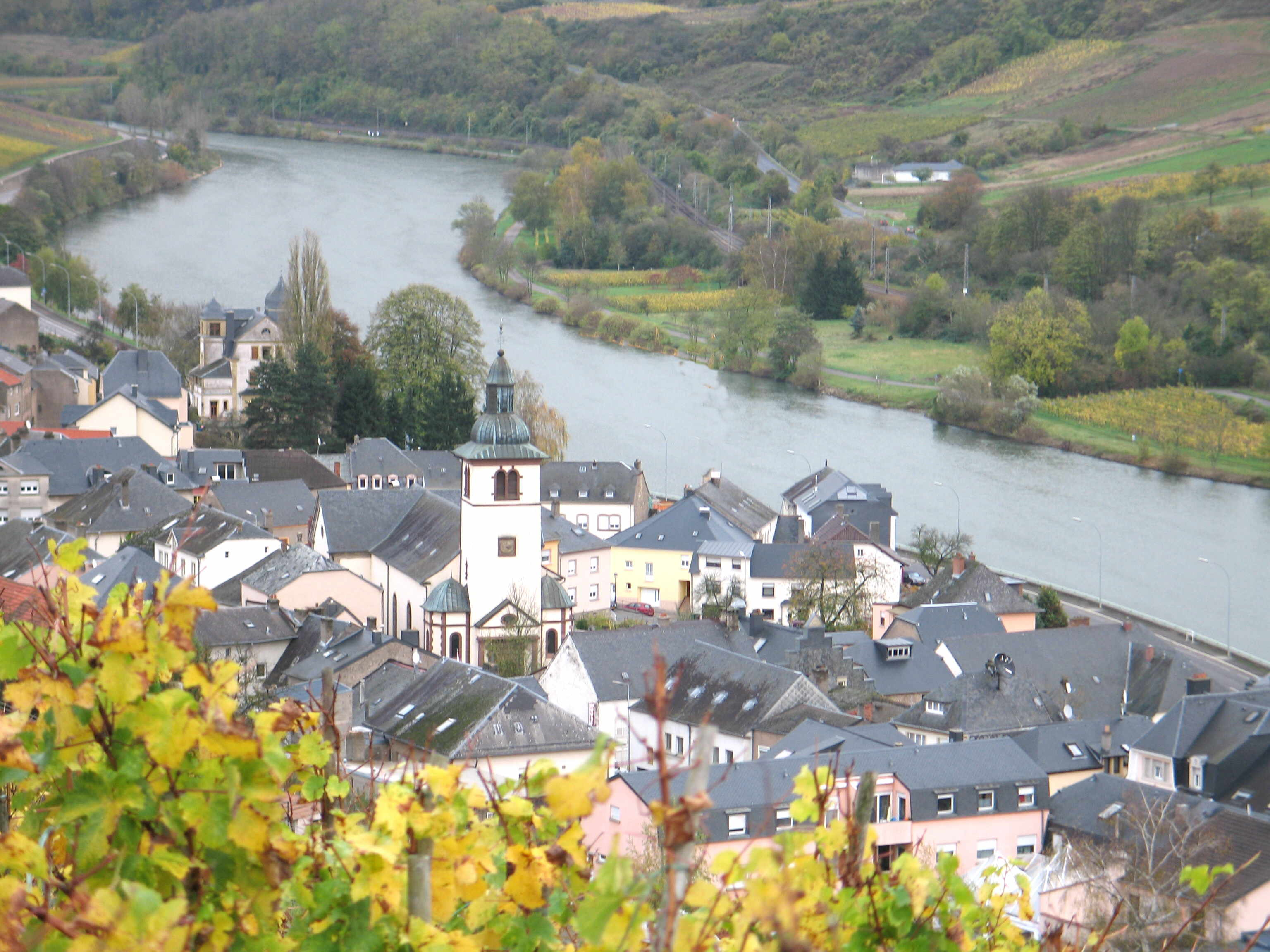
Вормельданге
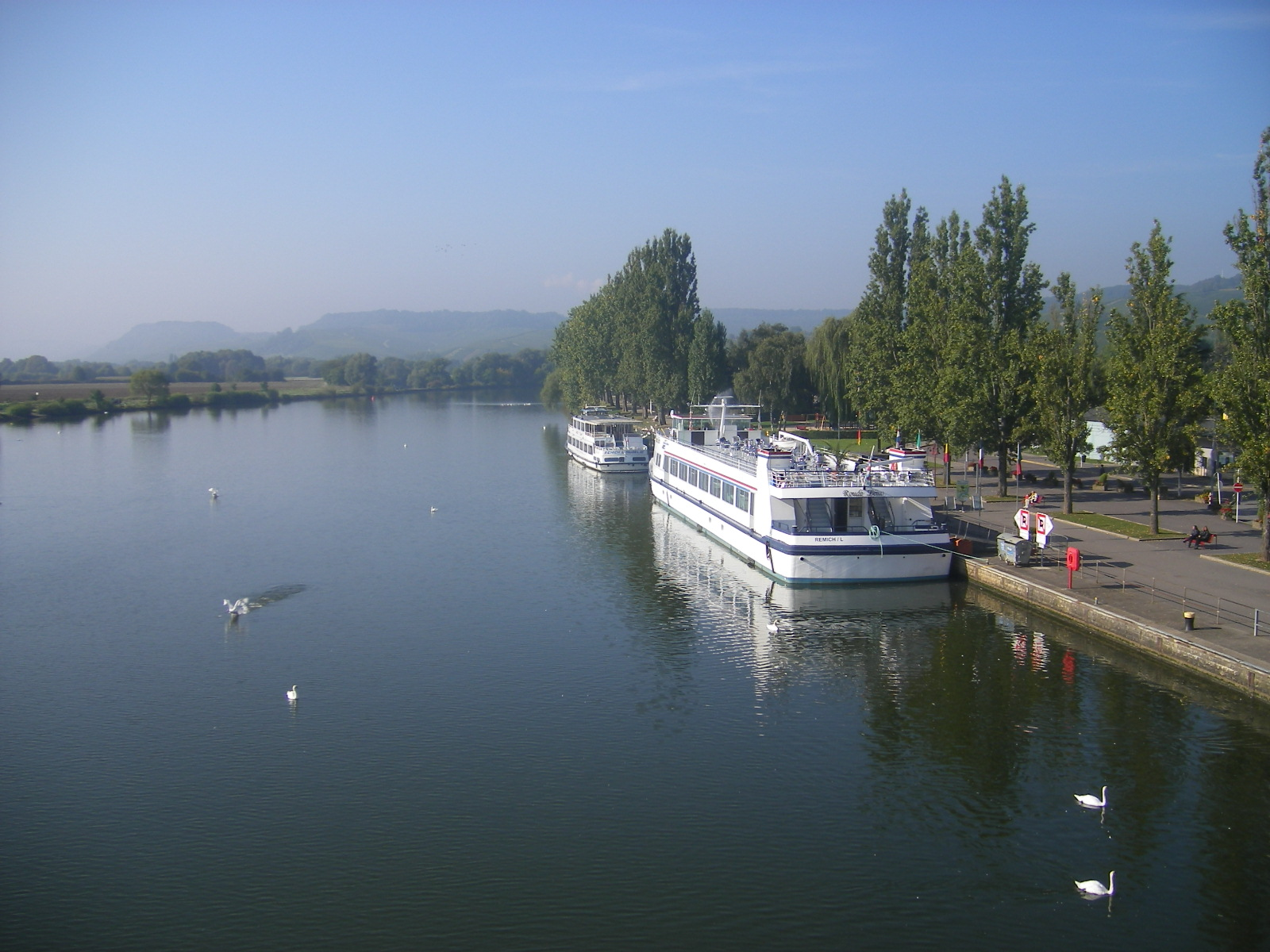
Ремих
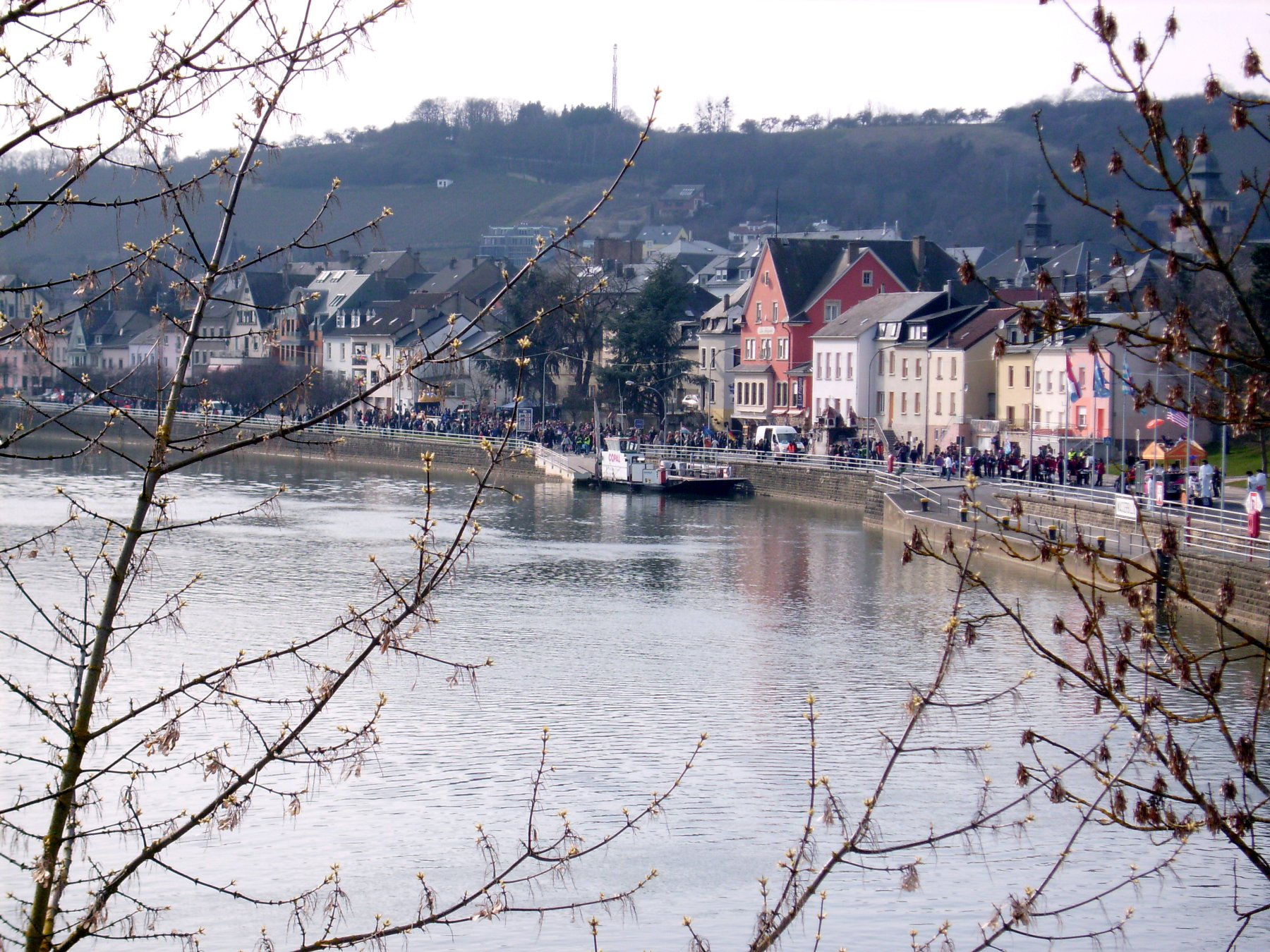
Вассербиллиг

## Другие привлекательные места
В северной части страны расположены Арденны, предоставляющие прекрасные возможности для путешественников и горных велосипедистов. Среди местных достопримечательностей — замки Буршед, Бранденбург, Клерво, Эш-на-Сюр, Вианден и Вильц, а также Лак-де-ла-От-Сюр, который обеспечивает возможности для купания и водных видов спорта.
К северу от Эхтернаха расположен Мюллерталь, где проходят интересные пешеходные и велосипедные маршруты по скалам, в которых расположены пещеры. Автопутешественники могут посетить разнообразные местности — от речных долин до плоских равнин. Популярными туристическими центрами являются Бердорф и Бофор.
Мондорф-ле-Бен на юге страны располагает рядом современных спа- и фитнес-центров, здесь же расположено единственное игорное заведение Люксембурга, Казино 2000. Недалеко от Мондорфа находится одна из самых интересных достопримечательностей Люксембурга времён Римской империи — Dalheim Ricciacum, со старым римским амфитеатром.

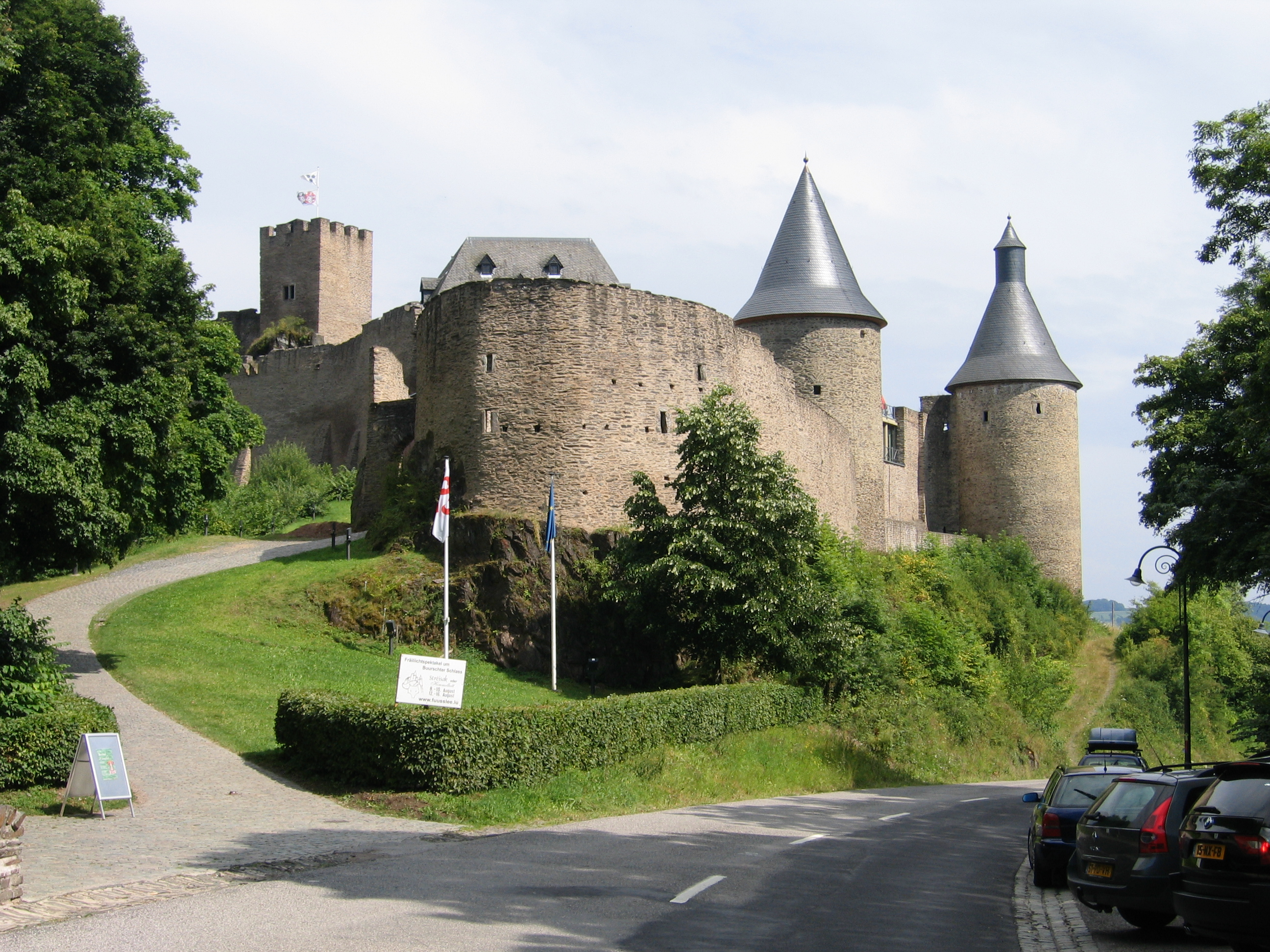
Замок Буршед
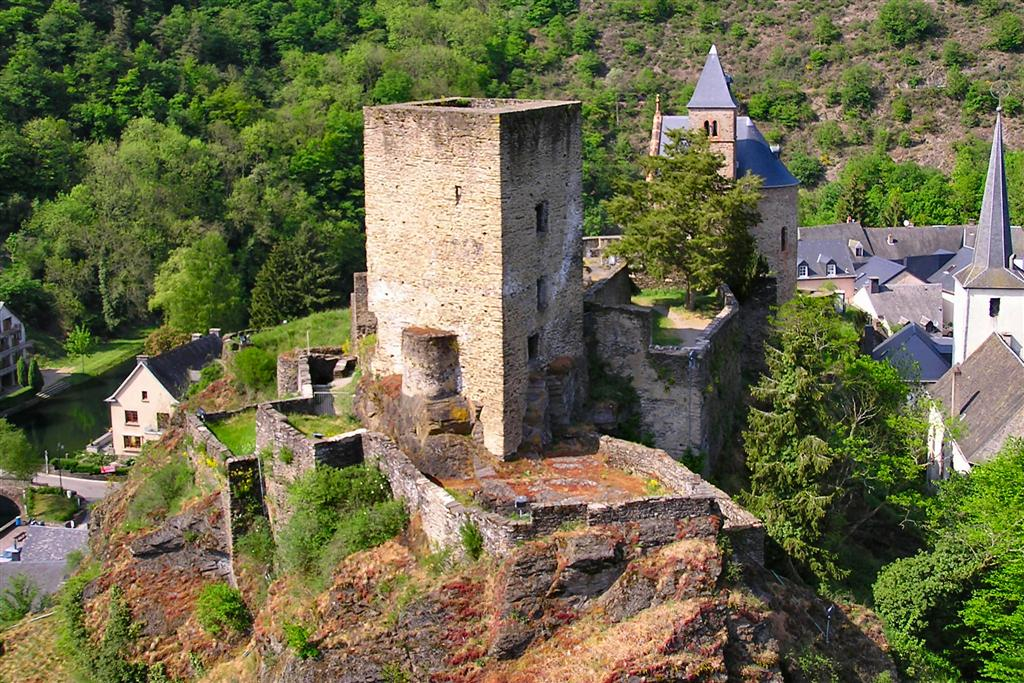
Замок Эш-на-Сюр
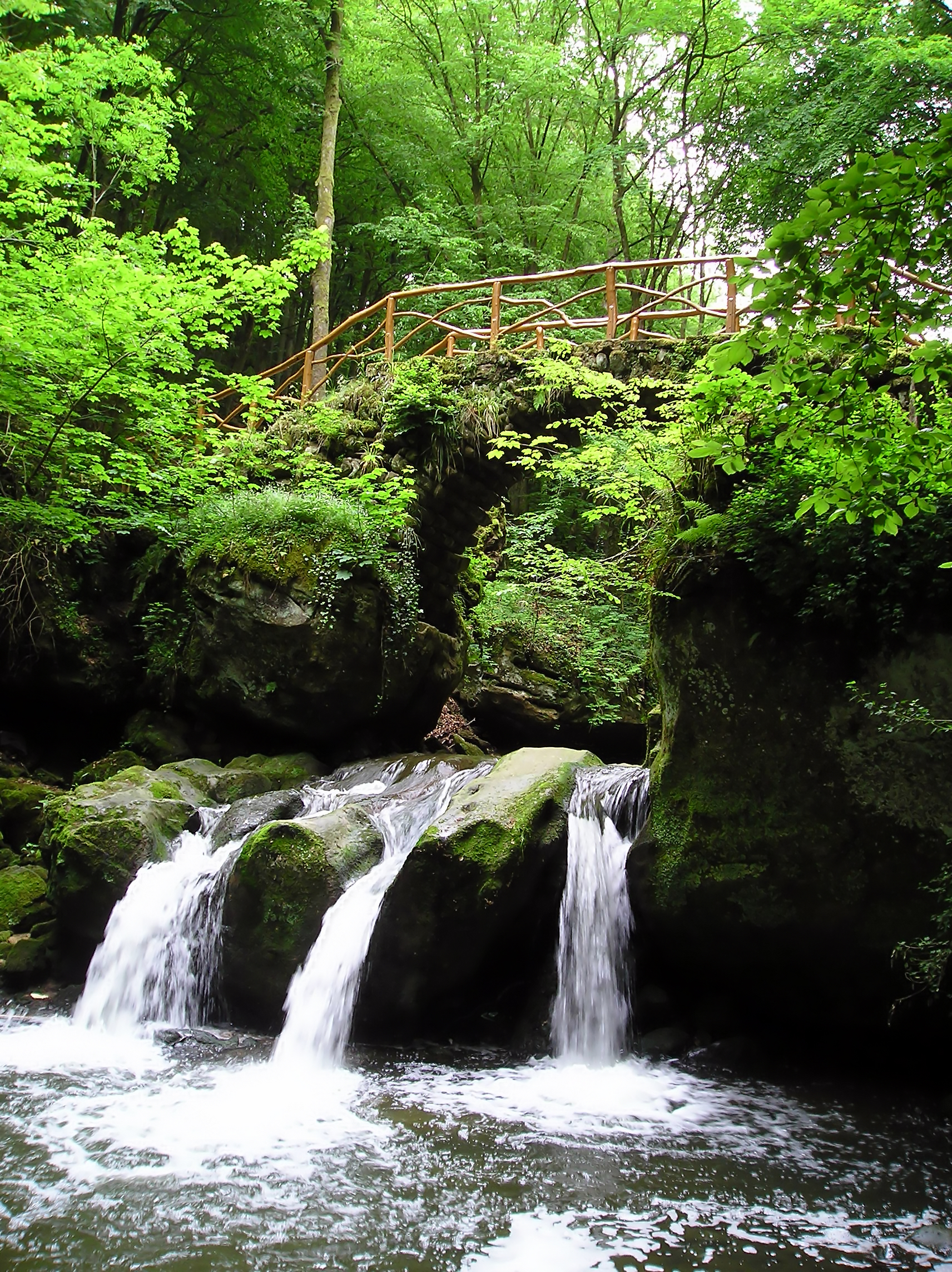
Мюллерталь
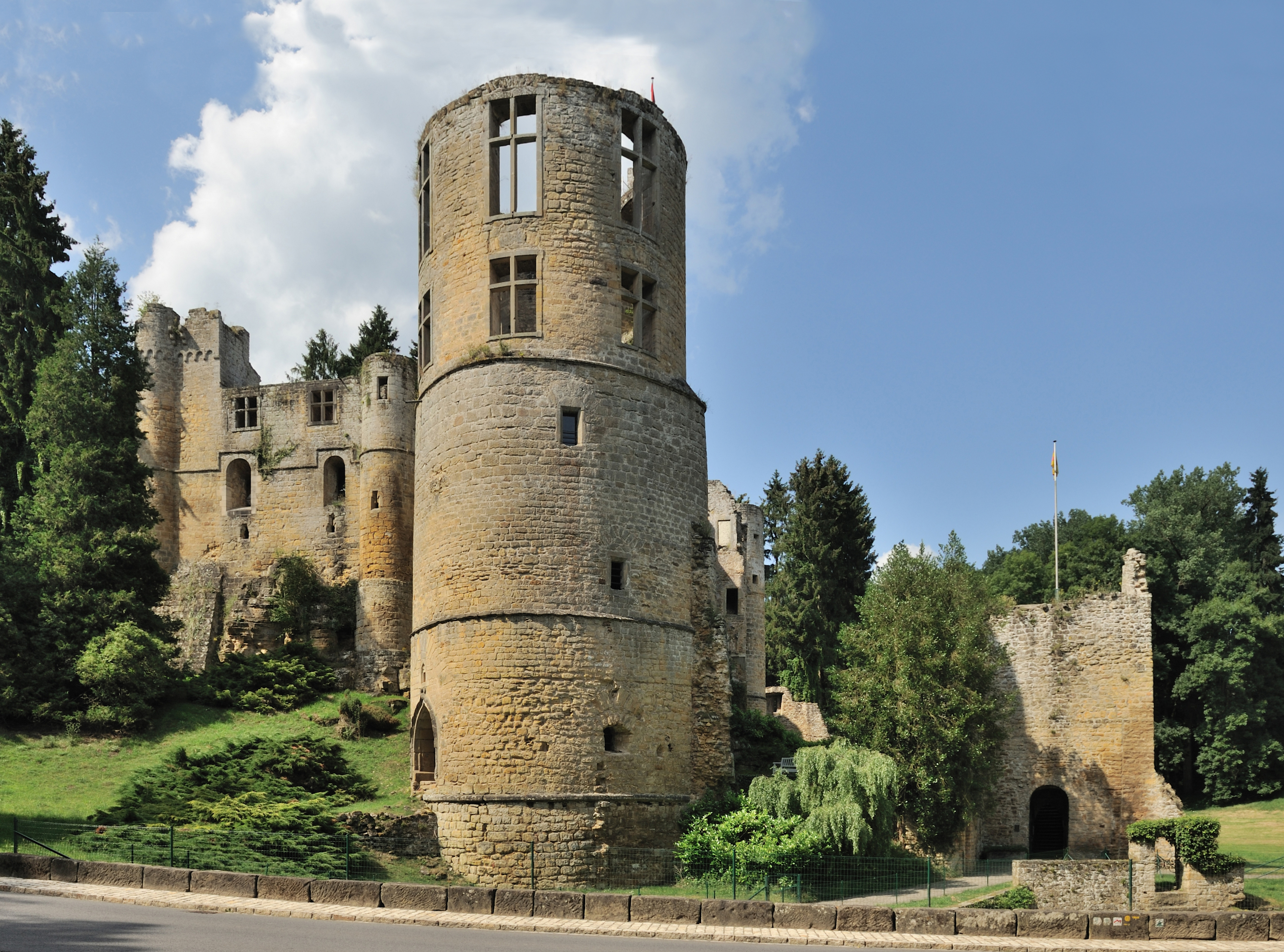
Замок Бофор

## Основные достопримечательности
Укрепления Бок в городе Люксембург — фортификационные сооружения с подземными ходами, которые были частью оборонительных сооружений Люксембурга, входят в список всемирного наследия ЮНЕСКО. Открыты ежедневно с 10 утра до 5 вечера с марта по октябрь.
Национальный музей военной истории в Дикирхе, в экспозиции которого представлены битва в Арденнах и другие эпизоды Второй мировой войны. Открыт ежедневно с 10 утра до 6 вечера.
Термы — аквапарк в Штрассене к западу от города Люксембург, располагает олимпийским бассейн, двумя бассейна для детей, водными горками и сауной.
Парк Мервейе — парк развлечений возле Беттамбура, располагает аттракционами для детей, включая мини-зоопарк и сказочные представления. Работает с апреля по начало октября.
Музей Train 1900 расположен между Петанжем и Фон-де-Гра на юго-востоке Люксембурга, работает по воскресеньям в период с мая по сентябрь. Проводятся экскурсионные туры по узкоколейке.
Национальный горный музей в Рюмеланже, юго-восток Люксембурга, открыт с апреля по сентябрь с четверга по воскресенье, с 2 часов дня до 6 вечера. Посещение занимает около полутора часов, включая в себя 20-минутную поездку по старой железной дороге вглубь шахты.
Сад бабочек в Гревенмахере открыт ежедневно с апреля до середины октября.
Мини-железная дорога Ланкельц в Эш-сюр-Альзетт, юго-восточный Люксембург, представляет собой железную дорогу, изготовленную в масштабе 1/3 от стандартного размера. Работает по воскресеньям и в выходные с мая по середину октября.
Вассербиллигский аквариум расположен в Вассербиллиге, небольшом городке на юго-западе Люксембурга. Открыт ежедневно с Пасхи до конца сентября, в другие сезоны работает по пятницам, субботам и воскресеньям. Располагает 15 аквариумами ёмкостью от 300 до 40 000 литров, содержит ихтиофауну всех пяти континентов.